# JTBC 서울 마라톤
JTBC 서울 마라톤은 11월 초에 대한민국 서울특별시에서 열리는 마라톤 대회이다. 1999년에 처음 개최된 이 대회는 1988년 서울 올림픽의 일환으로 개최된 올림픽 마라톤 대회를 기념하기 위해 창설되었다.
2018년부터 JTBC 서울마라톤이라는 이름으로 대회 명칭이 변경되었다.
이 대회는 JTBC와 JTBC GOLF&SPORTS를 통해 동시에 생중계된다.